# Wolf-Rüdiger Netz
Wolf-Rüdiger Netz (ur. 15 grudnia 1950 w Schwerinie) – niemiecki piłkarz grający na pozycji napastnika. W swojej karierze rozegrał 2 mecze w reprezentacji Niemieckiej Republiki Demokratycznej.

## Kariera klubowa
Swoją karierę piłkarską Netz rozpoczął w klubie Dynamo Schwerin. W 1971 roku został zawodnikiem Dynama Berlin i w sezonie 1971/1972 zadebiutował w jego barwach w DDR-Oberlidze. Wraz z zespołem z Berlina wywalczył sześć tytułów mistrza Niemieckiej Republiki Demokratycznej w sezonach 1978/1979, 1979/1980, 1980/1981, 1981/1982, 1982/1983 i 1983/1984. W zespole Dynama występował do końca swojej kariery, czyli do końca sezonu 1983/1984.
| Sezon   | Klub          | Kraj | Rozgrywki    | Mecze | Bramki |
| ------- | ------------- | ---- | ------------ | ----- | ------ |
| 1971/72 | Dynamo Berlin | NRD  | DDR-Oberliga | 22    | 5      |
| 1972/73 | Dynamo Berlin | NRD  | DDR-Oberliga | 18    | 6      |
| 1973/74 | Dynamo Berlin | NRD  | DDR-Oberliga | 0     | 0      |
| 1974/75 | Dynamo Berlin | NRD  | DDR-Oberliga | 17    | 7      |
| 1975/76 | Dynamo Berlin | NRD  | DDR-Oberliga | 26    | 12     |
| 1976/77 | Dynamo Berlin | NRD  | DDR-Oberliga | 23    | 7      |
| 1977/78 | Dynamo Berlin | NRD  | DDR-Oberliga | 24    | 13     |
| 1978/79 | Dynamo Berlin | NRD  | DDR-Oberliga | 26    | 16     |
| 1979/80 | Dynamo Berlin | NRD  | DDR-Oberliga | 22    | 8      |
| 1980/81 | Dynamo Berlin | NRD  | DDR-Oberliga | 25    | 17     |
| 1981/82 | Dynamo Berlin | NRD  | DDR-Oberliga | 25    | 12     |
| 1982/83 | Dynamo Berlin | NRD  | DDR-Oberliga | 23    | 6      |
| 1983/84 | Dynamo Berlin | NRD  | DDR-Oberliga | 14    | 3      |

## Kariera reprezentacyjna
W reprezentacji Niemieckiej Republiki Demokratycznej Netz zadebiutował 15 listopada 1978 roku w przegranym 0:3 meczu eliminacji do Euro 80 z Holandią, rozegranym w Rotterdamie. W 1980 roku zdobył srebrny medal na Igrzyskach Olimpijskich w Moskwie. W kadrze narodowej od 1978 do 1981 roku rozegrał 2 spotkania.